# 18-cm-Belagerungskanone M. 80
Die 18-cm-Belagerungskanone M.80 (auch: 18 cm kurze Kanone Muster 1880) war ein Geschütz der mittleren Artillerie der Österreichisch-Ungarischen Artillerie im Ersten Weltkrieg. Die Modernisierung der Artillerie führte dazu, dass die alte M.61-Reihe abgelöst wurde. Es wurde ein Entwurf erstellt, auf den drei bis auf das Kaliber fast identische Geschütze basierten. Diese waren für verschiedene Aufgabenbereiche vorgesehen. Die weiteren Typen der Reihe sind die 12-cm-Kanone M. 80 und die 15-cm-Kanone M. 80. Alle drei Typen verwendeten die gleiche Lafette.
Ursprünglich war das Geschütz als Festungsartillerie vorgesehen. Um 1914 war die 18-cm-kurze-Kanone M.80 veraltet. Sie war nicht mehr stark genug, um moderne Festungen wirkungsvoll zu bekämpfen. So fehlte es dem Geschütz auch an einem modernen hydropneumatischen Verschluss. Auch hatte das Geschütz einen Lauf aus Stahlbronze, was den Entwicklungen von Franz von Uchatius entsprach. Um 1880 waren derartige Läufe durchaus auf der Höhe der Zeit, aber 1914 waren Stahlrohre die erste Wahl. Aushilfsweise wurden die Geschütze im Felde verwendet, um den Mangel an schwerer Artillerie abzumildern.